# 4a Brigada Mixta (Exèrcit Popular de la República)
La 4a Brigada Mixta va ser una unitat de l'Exèrcit Popular de la República que va participar en la Guerra Civil Espanyola.
La brigada va ser creada al novembre de 1936 en Albacete, formada a partir de forces militars que procedien de la regió llevantina. La nova unitat va quedar sota el comandament d'Arturo Arellano Fontán.
El pla republicà preveia que el 5 de novembre la brigada partís cap a Villacañas, i posteriorment a Las Rozas, però finalment es va decidir que la 5a BM cobrís el sector San Fernando de Henares-Mejorada del Campo-Rivas, integrada en la integrada en la 6a Divisió. Durant la defensa de Madrid, el 17 de novembre una companyia del1. er Batalló va detenir un avanç de les forces revoltades al Parc de l'Oeste, mentre que el gruix de la brigada va sostenir forts combats a la Ciutat Universitària. La lluita va ser tan intensa que el comandant Arellano va morir durant el curs d'aquestes, sent substituït de manera accidental pel tinent coronel d'Infanteria Carlos Romero Giménez.
La brigada no va arribar a intervenir en la Batalla del Jarama, ni tampoc ho va fer en la de Batalla de Brunete, on es va mantenir en la reserva i integrada en la 4a Divisió. De fet, durant la resta de la contesa no tornaria a intervenir en cap operació militar d'importància, estant destinada en fronts tranquils. El desembre de 1937 va haver-hi un canvi en el comandament de la unitat i la 4a BM va passar a quedar integrada en la 7a Divisió del II Cos de l'Exèrcit.
El 31 de juliol de 1938 va quedar adscrita a la 37a Divisió del VII Cos de l'Exèrcit en el front d'Extremadura. Es va traslladar fins a Cabeza del Buey, des d'on va intervenir en els contraatacs republicans després del tancament de la bossa de Mèrida. Al febrer de 1939 cobria el front de Casas de las Vargas de San Pedro.

## Comandaments
Comandants
- Comandant d'infanteria Arturo Arellano Fontán;
- Tinent coronel d'infanteria Carlos Romero Giménez;
- Capità d'infanteria Antonio Lázaro Fortea;
- Major de milícies Víctor de Frutos Boudevin;
- Comandant d'Infanteria Alipio Díez Calleja;
- Major de milícies Eugenio Franquelo Ramírez;[5]
- Major de milícies Vicente Alcalde Butier;

Comissaris
- Isidoro Hernández Tortosa, del PCE;[4]
- Antonio Solá Cuenca, del PSOE;[6]
- Carlos Barrientos Martínez;